# Wspólnota administracyjna Neumarkt-Sankt Veit
Wspólnota administracyjna Neumarkt-Sankt Veit – wspólnota administracyjna (niem. Verwaltungsgemeinschaft) w Niemczech, w kraju związkowym Bawaria, w rejencji Górna Bawaria, w regionie Südostoberbayern, w powiecie Mühldorf am Inn. Siedziba wspólnoty znajduje się w mieście Neumarkt-Sankt Veit.
Wspólnota administracyjna zrzesza jedną gminę miejską (Stadt) oraz jedną gminę wiejską (Gemeinde): 
- Egglkofen, 1 206 mieszkańców, 13,99 km²
- Neumarkt-Sankt Veit, miasto, 6 008 mieszkańców, 61,06 km²